# Euloboptera rhodesiana
Euloboptera rhodesiana är en kackerlacksart som beskrevs av Karlis Princis 1963. Euloboptera rhodesiana ingår i släktet Euloboptera och familjen småkackerlackor.
Artens utbredningsområde är Zimbabwe. Inga underarter finns listade i Catalogue of Life.